# Désiré Van Den Audenaerde
Désiré Van Den Audenaerde (ur. 3 września 1923 w Antwerpii  – zm. 25 lutego 2011 w Brasschaat) – belgijski piłkarz grający na pozycji ofensywnego pomocnika. Był reprezentantem Belgii.

## Kariera klubowa
Przez niemal całą swoją karierę piłkarską Van Den Audenaerde był związany z klubem Royal Antwerp FC. Zadebiutował w nim w sezonie 1940/1941 w pierwszej lidze belgijskiej. W sezonie 1943/1944 wywalczył z nim mistrzostwo Belgii, a w sezonie 1945/1946 został wicemistrzem tego kraju. W 1953 roku przeszedł do trzecioligowego Stade Leuven. Po sezonie 1953/1954 zakończył w nim swoją karierę.
| Sezon   | Klub             | Kraj   | Rozgrywki          | Mecze | Gole |
| ------- | ---------------- | ------ | ------------------ | ----- | ---- |
| 1940/41 | Royal Antwerp FC | Belgia | Division d'Honneur | ?     | ?    |
| 1941/42 | Royal Antwerp FC | Belgia | Division d'Honneur | 26    | 14   |
| 1942/43 | Royal Antwerp FC | Belgia | Division d'Honneur | 29    | 16   |
| 1943/44 | Royal Antwerp FC | Belgia | Division d'Honneur | 29    | 10   |
| 1944/45 | Royal Antwerp FC | Belgia | Division d'Honneur | ?     | ?    |
| 1945/46 | Royal Antwerp FC | Belgia | Division d'Honneur | 30    | 18   |
| 1946/47 | Royal Antwerp FC | Belgia | Division d'Honneur | 29    | 6    |
| 1947/48 | Royal Antwerp FC | Belgia | Division d'Honneur | 27    | 11   |
| 1948/49 | Royal Antwerp FC | Belgia | Division d'Honneur | 29    | 6    |
| 1949/50 | Royal Antwerp FC | Belgia | Division d'Honneur | 22    | 7    |
| 1950/51 | Royal Antwerp FC | Belgia | Division d'Honneur | 8     | 2    |
| 1951/52 | Royal Antwerp FC | Belgia | Division d'Honneur | 29    | 8    |
| 1952/53 | Royal Antwerp FC | Belgia | Division 1         | 8     | 0    |
| 1953/54 | Stade Leuven     | Belgia | Division 3B        | ?     | ?    |

## Kariera reprezentacyjna
W reprezentacji Belgii Van Den Audenaerde zadebiutował 24 grudnia 1944 w przegranym 1:3 towarzyskim meczu z Francją, rozegranym w Paryżu. Od 1944 do 1948 roku rozegrał 5 meczów w kadrze narodowej.